# Велики сврачак
Велики сврачак (лат. Lanius excubitor) је велика и грабљива врста птице певачице из породице сврачака (Laniidaeлат. Laniidae). Формира надврсту са својим парапатричним јужним сродницима, иберијским великим сврачком (лат. Lanius meridionalis), кинеским сивим сврачком (лат. Lanius sphenocercus) и америчким сврачком (лат. Lanius ludovicianus). Мужјаци и женке су слични по перју, бисерно сиве боје одозго са црном маском око очију и белим доњим делом тела.
Гнежђење се углавном одвија северно од 50° северне географске ширине у северној Европи и Азији. Већина популације мигрира на југ зими у умерене регионе. Велики сврaчак је месождер, а глодари чине више од половине његове исхране.

## Таксономија
Врсту је први научно описао Карл фон Лине у свом издању дела „Systemâ Naturae“ из 1758. године под садашњим биномним називом. Његов опис је "L[anius] cauda cuneiformi lateribus alba, dorso cano, alis nigris macula alba" – „сврачак са клинастим репом са белим обрубом, сивим леђима, црним крилима са белом мрљом“. У то време, ниједан од осталих сивих сврачака – укључујући и сивог сврачка (лат. Lanius minor), за који опис шаре репа није био тачан и који су неки аутори већ препознали као засебан – није сматран посебном врстом од стране Карла фон Линеа, али то ће се ускоро променити.
Биномно име Карла фон Линеа заменило је гломазне и збуњујуће описне називе ранијих природњачких књига које наводи као изворе: у својој Fauna Svecica назвао га је "ampelis caerulescens, alis caudaque nigricantibus" („светлоплава као кугара, крила и реп су црнкасти“), док ју је Јохан Леонард Фриш назвао "pica cinerea sive lanius major" („пепељасто сива сврака или велики сврачак“), који је на својој сјајној плочи у боји помешао мужјака и женку. Али већина аутора које је Лине цитирао – Елеазар Албин, Улис Алдрованди, Џон Реј и Франсис Вилугби – назвали су га lanius cinereus major или слично, што је готово дослован еквивалент уобичајеног имена „велики сиви врачак“. Типичан локалитет Линеа је једноставно наведен као Европа.
Научно име великог сврачка дословно значи „стражар месар“: Lanius је латински израз за месара, док је excubitor латински израз за чувара или стражара. Ово се односи на две најистакнутије понашање птица – складиштење хране набијањем на трње или бодљикаву жицу и коришћење изложених врхова дрвећа или стубова за посматрање околног подручја у потрази за могућим пленом. Употреба првог од стране Конрада Геснера успоставила је квазинаучни термин lanius за сврачке. Лине је изабрао своје специфично име зато што врста „посматра приближавање јастребова и најављује присуство птица певачица". Ова навика је такође коришћена у соколарству, како је касније маштовито забележио Вилијам Јарел. Уобичајени енглески назив „shrike“ потиче од староенглеског scríc, „вриштање“, што се односи на продорно оглашавање.

### Народна имена
Улис Алдрованди, Конрад Геснер, Џон Реј и Франсис Вилугби такође су објавили стара народна имена, углавном из германских језика: Wereangel или Wierangel са Пенинских планина у Енглеској (где је птица забележена као луталица), као и Warkangel, Werkengel или Wurchangel у разним немачким дијалектима (нпр. око Франкфурта и Стразбура) вероватно значе „анђео који се гуши“ (упореди стандардни немачки Würgeengel). Мало је вероватно да ова имена значајно претходе времену Светог Бонифатија Мисионара (око 700. године нове ере) због њихове хришћанске конотације; међутим, сродни назив Werkenvogel („птица која се гуши“) би могао да претходи томе. Енглеска верзија, након што је постала wariangle или weirangle, на крају је пренета на аутохтоног русог сврачка (Lanius collurio) и задржала се до модерног доба у Јоркширу. На пример, дуж горњег тока Рајне, између Стразбура и Хајделберга, потврђен је "Linkenom"; његово порекло остало је нејасно. Коришћени су и нисконемачки називи Neghen-doer и средњонемачки Nünmörder; ово се данас развило у Neuntöter и значење је црвенолеђи врaчак, али се у ранијим временима могло односити на било који домаћи род Lanius. Буквално значи „убица девет животињских плена“ и односи се на залихе хране.
Соколарски назив који се користио за великог сврaчка био је mattages(s)(e), што је сродно речи mat'agasse и тај назив се користио у западним Алпима. Ови термини су имали значење „ сврака убица“, због мамљење птица месождера ловцима – али можда је вероватније „сврака убица“, с обзиром на то да су Јохан Леонард Фриш и други веровали да је птица необична врста свраке, и да је други народни енглески назив био „сврака убица“. "Shrike" је, такође германског порекла и датира барем из средњег или раног модерног енглеског schricum. Ово је везано са речима као што су норвешка и шведска skrika („врисак"), немачки Schrei („врисак“) или исландска shrikja („вриштач“). Изгледа да је постао доминантан термин тек у релативно скорије време, јер је чак до 18. века врста била широко позната као „велика месарска птица“ на енглеском, баш као што је била позната као boucher („месар“) у француској Јури. У Норвешкој се народни назив за птицу назива varsler  Специфично име - вероватно из Шкотске или оближње Енглеске - било је „бели виски Џон“, што се односило на његов таласасти и помало неелегантни лет, током којег су упадљиве његове велике површине светлог перја.
„Сиви сврачак“ се понекад назива и „сива сврачка“.

### Односи и еволуција
Породица сврачака (Laniidae) је члан породице врана Corvoidea, која је најстарија од четири велике натпородице птица певачица. Међу његовом натпородицом, најближи сродници породице Laniidae су вероватно Corvidae (вране). Постоји мало поузданих података о његовој еволуцији; свакако (иако наводни предак сврaчка „Lanius miocaenus" можда чак и да није припадао породици Laniidae, и вероватно не припада истом роду као Lanius excubitor) род датира још из миоценског доба. Фосил Lanius из касног миоцена, туролског доба, пре 6 милиона година, пронађен је у Полгардију, у Мађарској. Његов однос са савременом врстом остао је нејасан. Међутим, све у свему, лоза великих сивих сврачака вероватно представља холарктичку сестру афричког кретања стационарних сивих сврачака. Чини се да су ова два порекла настала ширењем ка западу и југозападу од порекла рода, које је (узимајући у обзир биогеографију живих Lanius лоза) вероватно било негде између Мале Азије и централне Азије. У време Полгардијевог фосила, прилично је вероватно да су велики сврачци били посебна линија; с обзиром на то да они и фискали углавном прате Бергманово правило, овај мањи фосил је мало вероватан предак великих сврачака чак и када се узме у обзир нешто топлија миоценска клима.
Суперврста сивог сврачка састоји се од Lanius excubitor и његових парапатричних јужних сродника. Као што је горе поменуто, остали чланови ове групе су иберијски велики сврачак (Lanius meridionalis), степски сиви сврачак (Lanius excubitor pallidirostris), кинески сиви сврачак (Lanius sphenocercus) и амерички сврачак (Lanius ludovicianus). Центар ове групе је вероватно у источном медитеранском региону, а јужни сиви сврачак представља најбазалнији облик. Остала три су се разишла само током ширења у умерене регионе. Ово се морало догодити релативно недавно, јер сортирање порекла није завршено код сивих сврачака, а већи део данашњег станишта Lanius excubitor био је ненастањив током већег дела квартарног залеђења. Због филогенетских несигурности које окружују ову блиску групу, а у одсуству доброг фосилног записа, неки се уздржавају од њиховог раздвајања на засебне врсте; већина савремених аутора то ипак чини.

### Подврстe
Постоји 12 подврста:
Lanius excubitor [excubitor Group]
- Lanius excubitor excubitor (укључујући melanopterus - који се може мешати са sibiricus – и galliae) – Северна, централна и североисточна Европа (источно од Скандинавије и централне Француске) источна до северозападног Сибира (доњи део реке Об), јужна Русија (подручје Казања); зимује у јужној Скандинавији, Британија и западна и јужна Француска источна до Мале Азије, Кавказа и Транскаспије

Средње сива одозго, бледо сива нијанса одоздо; мало беле на примарном перју, а понекад и на секундарним перју

- Lanius excubitor homeyeri – размножава се у југоисточној Европи и југозападном Сибиру

Светлије сива од excubitor горе, мутно бела доле; више беле на примарним и секундарним бојама

- Lanius excubitor leucopterus - Западни Сибир до реке Јенисеј

Lanius excubitor [elegans Group]
- Lanius excubitor koenigi – ендем Канарских острва
- Lanius excubitor algeriensis – Северозападна Африка дуж атлантске и медитеранске обале од истока до северног Туниса и северне Либије (северна Триполитанија, северна Киренајка), од југа до обале северозападне Мауританије и северне Сахаре
- Lanius excubitor elegans – источни Мароко, североисточна Мауританија и северозападни Мали до североисточног Судана, Египта и југозападног Израела
- Lanius excubitor leucopygos – од централне и јужне Мауританије до јужног Чада и централног Судана

Lanius excubitor aucheri/buryi
- Lanius excubitor aucheri – источно-централни Судан до северозападне Сомалије, северозападно до Ирака и Ирана
- Lanius excubitor burii – ендемски за Јемен

- Lanius excubitor uncinatus – ендем Сокотре

- Lanius excubitor pallidirostris ( Степски сиви врачак) – Централна Азија и делови северне Кине, Ирана, Авганистана и Пакистана

- Lanius excubitor lahtora – Пакистан преко централне Индије и јужног Непала до западног Бангладеша  -  Lanius excubitor algeriensis', у Мароку
  -  Lanius excubitor aucheri , у Оману
  -  Lanius excubitor elegans, у Израелу
  -  Lanius excubitor koenigi, на Канарским острвима
  -  Lanius excubitor lahtora, у Индији
  -  Lanius excubitor pallidirostris, у Казахстану
  -  Lanius excubitor uncinatus, на Сокотри

## Опис
Одрасла jedinka великog сврaчка је врапчарка средње величине, отприлике величине великог дрозда, дужине од 22-26 цм дугине. Обично тежи око 60-70 г, иако су неке подврсте приметно мање или веће, па чак и код номинованих подврста одрасле јединке теже између 48-81 г. Крила су око 11,4 цм и реп око 10,9 цм дужине код номиноване подврсте, кљун је дугачак око 23 мм од врха до лобање, а тарсометатарзусни део његових „ногу“ (заправо стопала) је око 27,4 цм дужине. Распон крила може варирати од 30-36 цм.
Боја горњих делова је бисерно сива, са смеђим нијансама према истоку свог евразијског ареала. Образи и брада, као и танка и често тешко уочљива пруга изнад ока, су беле боје, а црна маска се протеже од кљуна кроз око до покривача ушију; подручје непосредно изнад кљуна је сиво. Скапуларни делови (раменска пера) су беле боје, а крила су црна са белом траком коју чине основе примарних пера, која се у неким регионима благо помера ка основама секундарних пера. Реп је црне боје, дуг и зашиљен на врху; спољне ивице пера репа су беле боје. Доњи делови тела су беле боје, благо сиве боје код већине подврста. Посебно су груди обично тамније, а понекад и смеђе боје од остатка светле доње стране, и могу се појавити као нејасна трака између светлијег стомака и белог грла. Код подврста око северног тихог океана, посебно, а и код женки на другим местима, могу постојати бледе смеђе пруге на грудима. Кљун је велики и закривњен на врху, скоро црне боје, али је блед у основи доње вилице (мада се дужина мења у зависности од сезоне). Ноге и стопала су црнкасти.
Мужјаци и женке су приближно сличне величине и не разликују се упадљиво по изгледу осим директним поређењем. Код женки је доњи део тела сивље боје и обично видљиво пругаст, сивкасто-смеђе боје, а беле ознаке на крилима и репу су карактеристично мањег обима (мада је то ретко јасно видљиво осим у лету). Младунци које су добиле комплетно перје су свуда јако сиво-смеђе боје, са пругама на горњој страни и нејасним жућкасто-белим ознакама. Врхови терцијарних пера и покривачи крила су такође жућкасте боје, са црном траком. Код северноамеричке подврсте северног великог сврачка (Lanius borealis), младунци су заиста прилично смеђе боје на горњој страни тела и крилима, а имају оштре и тамне пруге на доњој страни. У Евроазији, младунци се митаре у перје слично женкама, при чему терцијарне пруге обично остају у јесен. Дуж целог свог подручја, млади стичу одрасло перје у првом пролећу.

### Оглашавање
Мужјакова песма се састоји од кратких пријатних цвркутавих тонова, испрекиданих звиждуцима. Појединачне фразе могу ићи као "tu-tu-krr-pree-pree или trr-turit trr-turit". Да би објавила да је приметила да је неко залутао на њену територију, било да је у питању женка или мужјак њене врсте или велики сисар – испушта дуге, продорне, храпаве звиждуке попут "trrii(u)" или "(t')kwiiet" . Да би се огласио женкама, често меша ове звиждуке са строфом песме. Тиши звиждук звучи као "trüü(t)" . Ова оглашавања се такође користе у дуетима између партнера зими и комшија током сезоне гнежђења. Различити контактна оглашавања су описани као "chlie(p)", "gihrrr", "kwä" или "wuut" . Ови се често чују током удварања, испрекидани песмама као што су оштри звиждуци пре удварања. Песма постаје тиша и цвркуљавија док мужјак показује женки своју територију, а на потенцијалним местима за гнежђење мужјак испушта живо брбљање које садржи фруласте "tli-tli", "prrr" трилове и "kwiw...püh" "kwiw...püh" оглашавања.
Када је узнемирен, његов алармантни звук је оштар звук, сличан креји "k(w)eee", "greee" или "jaaa", који се често понавља два пута. Што су птице узбуђеније, то су звиждања виша и бржа, преко "chek-chek-chek" до "trr-trr-trr" или експлозивног "aak-aak-aak" . Упозорење на птицу грабљивицује "breezeek" "Knuk" оглашавање пуштају одрасле јединке суочене са потенцијалном претњом за своје младе. Да би се просила храна – од младих до одраслих или од партнера једни другима – изговарају се низови "waik" оглашавања. Ова врста понекад покушава да привуче мале птице певачице имитирајући њихове звуке, па може покушати да их ухвати за храну.

### Сличне врсте
Иберијски велики сврачак (Lanius meridionalis) је раније био уврштен као подврста сивог сврачка. Јавља се у југозападној Европи (Иберијско полуострво и Француска). Преферира другачије станиште – благо пошумљене травнате површине у великом, сушнијем жбунастом подручју код јужног великог сврачка – и тамо где се ареали врсте преклапају, оне се тренутно не хибридизују (иако су то можда чиниле у прошлим миленијумима).
На другим местима, парапатријски сродници врсте Lanius excubitor су кинески сиви сврачак (Lanius sphenocercus) из Источне Азије и северни велики сврачак (Lanius borealis) и амерички сврачак (Lanius ludovicianus) из Северне Америке. Северни велики сврачак је симпатријски у зимским боравиштима са сваким од своја три блиска рођака на северу њиховог ареала. Њихова укупна обојеност је – очигледно плезиоморфно – заједничка у подсахарској Африци са донекле удаљенијим сродним сиволеђим фискал сврачком (Lanius excubitoroides) који се налази од Сахела ка истоку, и белообрвастим фискал сврачком (Lanius mackinnoni) из региона басена Конга. Сиви сврачак (Lanius minor), Балкан до Централне Азије, изгледа заиста сасвим другачији и симпатричан је са надврстом великог сврачка између Источне Европе и Централне Азије; могуће је да је ближе сродни смеђем сврачку (Lanius cristatus)и да подсећа на смеле, агресивне и тешко ухватљиве сиве сврачке због Бејтсове мимикрије.
Иберијски велики сврaчак (Lanius meridionalis) је израженији и обично тамније сив одозго, није сиво обојен, али је често изразито ружичасте боје на стомаку и посебно на грудима; бела обрва се протеже преко кљуна, који обично има већу бледу основу. Шаблон пруга је мање развијен у свим узрастима, готово никада није присутан чак ни код женки, а блажи је код иначе веома сличних младунаца.
Источноазијска подврста Lanius excubitor excubitor једва да има довољно сличности са кинеским сивим сврaчком. Потоњи је већи и генерално се разликује од северне врсте као и јужни, а поред тога има много веће беле површине на крилима и репу.
Амерички сврацак (Lanius ludovicianus) се тешко разликује, али је пропорција главе и кљуна (који код Lanius ludovicianus делује здепасто и потпуно је таман) обично поуздан. Заиста, реч "loggerhead" се односи на релативно већу главу јужне врсте.
Сиви сврачак (Lanius minor) је мања и релативно краткорепа птица. Најбоље се препознаје по прилично великој црној површини изнад кљуна, која скоро досеже до чела и без беле пруге изнад ње. У лету је карактеристичан широк уместо шиљатог црног репа код Lanius minor . Афричке врсте су потпуно алопатријске са Lanius excubitor; недостају им беле лопатице (Сиволеђи фискал сврачак) или пеге на крилима (Белообрвасти фискал сврачак) и разликују се по неким другим детаљима, посебно по шари репа.

## Распрострањеност и станиште
Подручје гнежђења великог сврачка налази се у Евроазији и северној Африци. У високим планинама региона Алтај - Тјен Шан, протеже се јужно можда чак до 42° северне географске ширине. Његова северна граница је генерално 70° северне географске ширине. Налази се само као луталица на Исланду, Британским острвима, у медитеранском региону (искључујући Иберијско полуострво и можда Румунију, али укључујући Кипар) и Кореји. Изгледа да нема записа о гнежђењу са целог Камчатског полуострва; у Швајцарској, данашњој Холандији и јужној Немачкој пронађене су мале популације средином 20. века, али су од тада опале или чак нестале.
Изузев подврсте Lanius excubitor pallidirostris која је углавном станарица током целе године, и подврсте Lanius excubitor excubitor у умереним европским деловима свог ареала са благом морском климом, врста је миграторна на кратким удаљеностима. Миграције су изазване несташицом хране на локацијама и стога, према нивоу популације плена, зимски ареал може се протезати јужно изван ареала размножавања или бити потпуно парапатричан у односу на њега. Популације централноазијских планина углавном мигрирају на ниже надморске висине, али не ка југу. Женке су склоније миграцији од мужјака; чини се да у просеку не мигрирају на дуже или краће удаљености од мужјака, и сходно томе су доминантанији пол у многим деловима зимског подручја. Велики сврачци одлазе на зимске локације мање-више кратко време након парења - од јула до октобра, при чему већина птица остаје до септембра - и враћају се на гнезда углавном у марту/априлу, али неке стижу у мају. У последњим деценијама, примећено је повећање броја птица које остају на местима за гнежђење током целе године, у Феноскандији, док је, на пример, Lanius excubitor pallidirostris ретки зимски посетилац у северном делу Охаја као што је био пре једног века.
Преферирано станиште великог сврачка су углавном отворени травњаци, са расутим жбуњем и суседним видиковцима. То су и дрвећа на ивицама шума у већем делу станишта, али и појединачна стабла или мала узвишења на граници тајге и тундре. У степи ће се користити било које изоловано место, било да су то стубови ограда, далеководи или камење. Потребно је око 5-15 места за одмор по хектару станишта. Избегава ниске травнате површине без осматрачница и могућности за гнежђење (дрвеће или велико жбуње), као и густе шуме без ловишта. Поред травнатих подручја, птице ће користити разна ловна станишта, укључујући мочваре, пропланке или поља која се не обрађују индустријски. Птице које се гнезде изгледа имају различите жеље за микростаништима, али је још увек мало детаља познато.

## Понашање
Ова врста је изразито територијална, али воли да се размножава у распршеним групама од пола туцета одраслих јединки. Није познато у којој мери су птице у таквим групама повезане. У умереним деловима свог ареала, групе су удаљене oko 5 км једна од друге, док појединачне територије унутар сваке групе могу бити мање и до 20 хектара, али чешће су и двоструко веће. У мање гостољубивим климатским условима, територије ових група могу бити веће од 350 хектара. Током сезоне гнежђења, у идеалном станишту, територије држе парови који су се упарили и самохрани мужјаци који траже партнерку. У мање продуктивним стаништима, „лутајуће јединке“ држе територије ефемерније. То доводи до промена у густини насељености између територија, јер се „лутајуће јединке“ крећу између група територијалних птица у потрази за обилном незаузетом територијом за насељавање и партнером за парење. На зимовалиштима, парови се раздвајају како би надокнадили мању количину доступне хране у то време, али ако оба члана мигрирају, њихова зимовалишта обично нису удаљене једно од другог. Када један велики сврачак пронађе зимску територију која преферира, он ће се касније тамо вратити и можда чак покушати да је брани од конкуренције исто као и летњу територију. Током године, птице се редовно, али кратко крећу кроз подручје и до три пута веће од њихове територије; власници територија толеришу ово зими лакше него лети, а делови Европе где се коегзистирају становници током целе године и зимски посетиоци обично имају густину популације око осам птица по км² и повремено више зими.
Пре и после сезоне гнежђења, групе птица које се гнезде понекад ће започети заједничка окупљања; то се дешава на граници комбинованог подручја групе или на незаузетој територији које је одваја од суседних група. Иницијациони сигнал је препознатљиво упадљив лет уз осматрање своје територије: она се спирално вине десетине метара високо у ваздух, обично накратко лебди на врху те спирале, а затим се спушта на доле. Комшијске групе ће одговорити извођењем исте врсте лета, и на крају ће око половина чланова групе отићи на заједничко место састанка где ће провести неколико десетина минута – понекад и више од сат времена - ћаскајући, дозивајући, певајући у дуету и уз карактеристично оглашавање и узбуђено се крећући по месту састанка (што је обично неко мало дрво или жбуње). Зими се птице често окупљају у малим групама и заједно одмарају, посебно да би се загрејале током ноћи; међутим, ово очигледно није започето посебним приказом окупљања.
Лет великог сврачка је таласаст и прилично изражен, али му је замах прав и одлучан. Велики сврачак је способан за лебдеће летове, који трају кратко, али се могу понављати изнова и изнова због издржљивости птице. Велики сврачак ће остати ниско изнад земље у лету, приближавајући се гнездима одоздо и слећући у налету навише. У друштвеним интеракцијама, птице сигнализирају агресиван став смелим усправним држањем, махањем крилима, а затим треперећи репом, а на крају и крилима како се птица више узбуђује. Сигнализује своју спремност да нападне уљеза тако што прелази у хоризонтални положај и шири перје, подижући га у мали гребен на врху главе. Велики сврачци смирују припаднике исте врсте окретањем главе од њих (ако су близу) или имитирањем чучећег лепршања и оглашавања које издају птице које моле за храну (ако седе одвојено од мужјака). Гест покорности који спречава непосредни напад јединке истог типа је усмеравање кљуна право нагоре.
Младунци митаре део свог перја пре и у току прве зиме, а остатак у митаре у пролеће. Одрасле јединке великог сврачка се митаре на својим територијама за гнежђење пре него што крену на миграцију, или пре почетка зиме ако су станарице. Одрасле јединке такође пресвуку неколико пера пре него што покушају да се гнезде. Пошто митарење захтева значајно улагање енергије, вероватне су неке значајне еволутивне користи које би то надокнадиле. Смањујући трошење перја и оптерећење паразитима, митарење може учинити птицу физички атрактивнијом и здравијом, и тиме повећати њене шансе за успешну репродукцију. Међутим, овај феномен није довољно истражен.

### Исхрана и храњење
Велики сврачак у својој исхрани једе мале кичмењаке и велике бескичмењаке. Да би ловио, велики сврачак седи на највишој грани дрвета, делеководу или сличном уздигнутом месту у карактеристичном усправном ставу неколико метара (најмање један, па све до 18 м) изнад земље. Велики сврачак може скенирати травњаке испод из лета, остајући на једном месту током продужених периода углавном лебдећег лета који може трајати и до 20 минута. Спушта се лаганим клизањем за копненим пленом или ће се обрушити попут јастреба на летећег инсекта. Мање птице се понекад хватају и у лету, обично тако што им се приближавају одоздо и отпозади и хватају им ноге кљуном. Ако се плен не усуди да изађе на отворено, велики сврачак ће претраживати растиње или седети близу скровишта и показивати своје беле ознаке на крилима и репу како би уплашили мале животиње и натерали их да изађу. Као што је горе наведено, понекад ће опонашати птице певачице како би их привукао да се приближе на домет удара.
Типично, најмање половину биомасе плена чине мали глодари из породица Cricetidae (волухарице, леминзи) и Murinae (евроазијски мишеви, а понекад и млади евроазијски пацови). Ровчице, птице певачице, друге птице врапчарке, гуштери и жабе и крастаче (обично као пуноглавци) чине већину преосталог плена кичмењака. Птице су генерално од малог значаја, осим у пролеће када су мужјаци птица певачица ангажовани у удварању и често су прилично несвесни своје околине, крајем лета када има много неискусних птица, и зими када већина малих сисара хибернира. Повремено се једу слепи мишеви, саламандери и даждевњаци, па чак и рибе. Плен може бити готово једнако велики као и саме птице, на пример пилићи северне снежнице (Lagopus lagopus) или младе велике ласице. Велики зглавкари су други најважнији плен по количини, мада не и по биомаси; у овом другом погледу су само мало важнији од птица, осим као храна за птиће где обично чине значајан део исхране. Најважнији међу бескичмењачким пленом су инсекти, посебно бубе (нпр. трчуљци, балегари, бубе роу и тамне бубе) цврчци и скакавци, као и бумбари и осе. Бескичмењачки плен од мањег значаја су пауци и шкорпије, ракови и мокрице, пужеви и малочекињасти црви . Стрвине и бобице се ретко, ако икада, једу; иако повремено могу да пљачкају гнезда птица певачица, то није добро документовано и није познато да једу њихова јаја.
Каракреристично за великог сврачка је да се плен убија ударањем кукастим кљуном, циљајући ка лобањи код кичмењака. Ако је плен превелик да се прогута у једном или неколико комада, транспортује се до места храњења носећи плен у кљуну или ако је превелика у канџама. Канџе великог сврачка нису погодна за кидање плена, па се плен се набада на оштар врх - трње или бодље бодљикаве жице - или чврсто заглављен између грана које се рачвају. Тако осигурана, храна се кљуном може растргмути на комаде величине залогаја. Ортоптере које су птице препознале као оне које садрже штетне хемикалије остављају се набијене у остави неколико дана, док се хемикалије које обично одвраћају предаторе не разграде. Такође је примећено да велики сврачци набијају обичне крастаче (Bufo bufo) и скидају им кожу – цепањем коже са леђа и превлачењем преко главе – како би избегли контаминацију меса токсичним кожним секретима. Велике кости и слични нејестиви делови животиња плена се обично не уносе, али се мањи, попут ситних костију или покрилца буба, једу и касније избацују као гвалице.
Основна метаболичка стопа великог сврачка је око 800 миливата, или мало више од 11 миливата по граму телесне масе. Одраслој јединки великог сврачка потребно је око 50 г плена дневно, вероватно нешто више зими. У већини случајева, ово подразумева једног или два глодара, једну или две додатне животиње кичмењаке као плен (укључујући глодаре) и до једног кичмењака као плен. Вишак хране може се набити ради складиштења. Ове „ оставе “ су обично око 1 м изнад земље и могу се наћи било где унутар територије птица, али су углавном у близини места за гнежђење него далеко од њих.

### Гнежђење и животни век
Велики сврачак се размножава као и већина врапчарки током лета, обично једном годишње. У изузетно добрим условима, одгајају два легла годишње, а ако се прво легло уништи пре излегања, обично су у стању да произведу друго легло. Њихова моногамна веза у пару је јака током сезоне гнежђења и слаби током зиме; птице често бирају другог партнера у односу на претходну годину. Да би пронашли потенцијалне партнерке, мужјаци ће напустити своје територије за гнежђење. Ако женка на коју наиђе пронађе мужјака који јој се свиђа, посетиће га да види да ли се добро слажу и прегледаће места за гнежђење која јој он може понудити. Период удварања је дужи него код иберијског великог сврачка (Lanius meridionalis), обично почиње око марта и траје до априла и маја. Женка на почетку одбија мужјака, дозвољава му само да је храни. Мужјаци се све гласније оглашавају и показују беле ознаке на крилима у лету и на репу тако што га машу лепезасто и окрећу се од женке. Такође се повремено окреће да седне под правим углом у односу на њу. На крају, женка ће се придружити мужјаковим наступима, а песме ће постати дуети. Да би нахранили женке и показали своју ловачку вештину, мужјаци ће током овог периода правити залихе хране на видљивим местима. Приликом представљања места за гнежђење, мужјаци испуштају разноврсне звуке описане горе и трзају главом и машу репом.
Парење иницира мужјак који женки доноси атрактиван плен. Док обоје моле, приближавају се док се не нађу једно поред другог. Мужјак затим подиже и замахује телом лево и десно неколико пута, и предаје плен женки, након чега следи стварно парење. Окупљања суседних група престају када је гнежђење у току, а када су јаја скоро спремна за полагање, мужјак пажљиво чува своју партнерку, седећи изнад ње како би пазио на претње уз често храњење женке. Ово очигледно осигурава њено физичко благостање, а не спречава ванпарне парове, јер ће суседни мужјаци лутати кроз територију јдругих великих сврачака како би уграбили брзу аферу са женкама које су на тим територијама. У томе имају скоро једну према три шансе за успех, па просечно гнездо великог сврaчка вероватно садржи потомство више од једног мужјака. Женке могу полагати јаја у гнезда суседних великих сврачака, али се то чини врло ретко; упарене женке су прилично повучене након што се њихова јаја почну развијати. Женка може да снесе пуно јаја за око 10–15 дана.
Гнезда се формирају у априлу или мају, више од 1 м изнад земље на дрвећу. Ова висина варира у зависности од станишта, али иако су поједина гнезда пронађена скоро 40 м навише, већина је 2-16 м изнад земље. Присуство имеле или винове лозе, као и обичног бршљана (Hedera helix) на бочним гранама близу дебла (где се преферирано граде гнезда) учиниће дрво знатно атрактивнијим. Гнежђење дроздова боровњака (Turdus pilaris) у близини такође ће повећати атрактивност места за гнежђење за велике сврaчке, које одбијају да лове младунце ових дроздова иако прилика постоји. Изгледа да су ове две врсте ефикасније у раном откривању потенцијалних предатора гнезда - посебно врана - и њиховом заједничком терању него што то чине саме. У супротном, не постоји јасна преференција за одређене таксоне дрвећа за гнежђење, под условом да су довољно густе. Четинари су постали популарнији код европске врсте Lanius excubitor excubitor последњих деценија, али се подједнако добро користи и разноликост листопадног дрвећа. Много ређе се за гнежђење користе велики и посебно трновити жбунови. Место за гнежђење бира мужјак; удварачке посете женке углавном су усмерене на формирање и јачање везе у пару. Такође, иако партнери заједно граде гнездо, мужјак сакупља већину материјала за гнежђење. Гнездо је прилично велико, величине 20-28 цм у спољашњем пречнику. Његово тело је направљено од грубог биљног материјала - углавном великих гранчица и комада маховине, мада се могу додати комадићи тканине и смећа. Унутрашња шоља је 8-12 цм у пречнику и 10-15 цм дубоко; обложена је финим гранчицама и корењем, лишајевима, длакама и перјем. Изградња гнезда од нуле траје једном пару једну до две недеље, али ако гнезда из претходне године на добрим локацијама остану употребљива, она се поправљају уместо да се одбацују.
Полагање јаја се обично одвија у мају. Гнездо броји од три до девет јаја, обично око седам, при чему су северноамеричка легла у просеку већа од европских. Ако се у једној сезони парења створи друго легло, оно је мање од првог. Јаја имају белу позадинску боју, обично са сивом нијансом, а понекад и са плавом; прошарана су мрљама жућкасте до црвенкасто-смеђе и љубичасто-сиве боје, често гушћим око тупог краја. Мере око 26 мм у дужини и 19,5 мм у ширину. Инкубација траје око 16 дана, али може бити ближа три недеље за велика легла; то углавном ради само женка. Иако мужјак може накратко преузети инкубацију, његов задатак током овог времена је да обезбеди храну. Птићи се излегу голи, слепи и ружичасте коже, тежине око 4 г; њихова кожа постаје тамнија након неколико дана. Унутрашњост њиховог кљуна је ружичаста и вероватно им недостају пеге или друге истакнуте ознаке; кожа на угловима кљуна је жута као код многих врапчарки. Како младунци расту, женка их одгаја, а касније помаже у обезбеђивању хране. Младунци добијају комплетно перје после 2-3 недеље, обично крајем јуна или почетком јула; постају независни од родитеља око 3-6 недеља касније. Понекад ће родитељи издвојити одређене птиће (могуће оне најслабије) и усмерити своју бригу и храњење на њих током овог периода. Повремено су забележени и друге одрасле јединке које помажу у храњењу потомства пара; није јасно да ли су ови помагачи у гнезду потомци претходних година, или су то „лутајуће“ јединке које се не гнезде, а које нису у сродству, или комшије које се гнезде.
Кукавице (Cuculus canorus) су у прошлости биле редовни паразити легла врсте Lanius excubitor excubitor; из непознатих разлога, то је престало од краја 1970-их. Могуће је да је род кукавица који полаже јаја слична онима великог сврaчка изумро. Међу предаторима јаја и младунаца, вране (Corvidae) – изузетно блиски сродници сврaчка (Laniidae) су најбројније.
Обично више од половине свих гнезда успе да излегне барем једно младунче, а око три четвртине свих положених јаја се излегу, што сугерише да ако се јаја изгубе пре излегања, то је обично цело гнездо. Половина до три четвртине излеглих младунаца успешно се излеже у већини околности. Постаће полно зрели у првом пролећу и често ће одмах покушати да се размножавају. У просеку, велики сврачци имају прилику на четири покушаја размножавања током свог живота, при чему већину птица у дивљини поједу птице грабљивице или месождери или угину од других узрока пре краја пете зиме. Птице грабљивице су главна претња за сврчке након што се излегну, а међу редовним предаторима су и врсте попут кукумавки (које су приближно исте величине као велики сврачак). Максимални документовани животни век је 12 година.

### Статус
Као што је горе напоменуто, велики сврaчак је очигледно изумро као птица гнездарица у Швајцарској и Холандији. Генерално, чини се да његове залихе опадају у европском делу ареала од 1970. године. Повећање и пад изгледа да су реакције на промену коришћења земљишта, са повећањем како се број пољопривредних радника смањивао након Другог светског рата и земљиште је постало угар, а поново је опадало када је комасација земљишта (видети нпр. Flurbereinigung) озбиљно смањила број живих ограда и сличног повишеног растиња који је раније био уобичајен усред пољопривредног пејзажа. За такву птицу предаторку, неселективна употреба пестицида (који ће се акумулирати у одраслим месождерима и спречити успех размножавања) око 1960. године вероватно је имала штетан утицај и на популације великих сврачака.
Све у свему, велики сиви сврачак је чест и широко распрострањен и IUCN их сматра најмање угроженим таксоном. Где год се јавља, његов број је обично много стотина или чак хиљада по земљи. Његово упориште је регион око Шведске, где се верује да је крајем 20. века живело најмање скоро 20.000, можда чак 50.000 јединки. Међутим, у неким земљама није чврсто утврђена бројност; у Естонији их је пронађено само неколико стотина, мање од 200 у Белгији и нешто више или мање од 100 у Летонији и Литванији, респективно. Десетак птица у Данској би могло нестати због неколико година неповољних околности. Насупрот томе, у Луксембургу се налази обилно висококвалитетно станиште; иако је број великих сврачака у овој малој земљи нужно ограничен, просечна густина насељености тамо је 25 пута већа него у Литванији.